# Heterotilapia buttikoferi
Espèce
Statut de conservation UICN

 LC  : Préoccupation mineure
Heterotilapia buttikoferi est une espèce de poissons de la famille des Cichlidae. C'est un poisson d'eau douce tropicale qui peut être élevé en aquarium.

## Taximonie
Le groupe des Tilapia s'est vu révisé en 2013 par Dunz et Schliewen et a donc subi quelques modifications de taxonomie.

## Description de l'espèce
D'une taille adulte de 30 cm environ, ce tilapia, au corps rayé verticalement de jaune et noir ou de bleu et noir, présente un dimorphisme sexuel : la femelle est un peu plus petite que le mâle.

## Comportement
Comme la totalité des espèces de poissons de la famille des Cichlidae et du genre Tilapia, Tilapia buttikoferi est une espèce de poissons territoriale. Par définition, un couple formé et en reproduction défendra ses œufs, larves et jeunes éventuels, parfois jusqu’à la mort. Cette espèce doit être maintenue dans de grands volumes adaptés à sa taille, et en compagnie d'espèces au comportement et taille similaires.

## Reproduction
Une fois qu'un couple formé est prêt à se reproduire, un territoire sera délimité. La ponte a lieu sur un support lisse préalablement nettoyé par les parents. La femelle peut pondre un millier d’œufs. Les œufs, larves et jeunes poissons sont défendus farouchement par leurs géniteurs.

## Maintenance en captivité
| Origine         | Rivières côtières de Guinée-Bissau, Liberia (Rivière St. John) | Eau           |                            |
| Dureté de l'eau | °GH                                                            | pH            | 6/8                        |
| Température     | 23 à 30 °C                                                     | Volume mini.  | 1.500 litres minimum       |
| Alimentation    | Omnivore (opportuniste)                                        | Taille adulte | Jusqu'à 30 cm              |
| Reproduction    | pondeur sur substrat                                           | Zone occupée  | Milieu                     |
| Sociabilité     | "Mauvaise" (territorial)                                       | Difficulté    | Expérimenté (grand volume) |

## Au zoo
L'Aquarium du palais de la Porte Dorée détient un petit groupe de Heterotilapia buttikoferi présentés au public. Ils sont maintenus dans une grande cuve de poissons d'eau douce « type Afrique », en compagnie de plusieurs autres espèces (Lates niloticus ou Auchenoglanis occidentalis etc.).

## Galerie

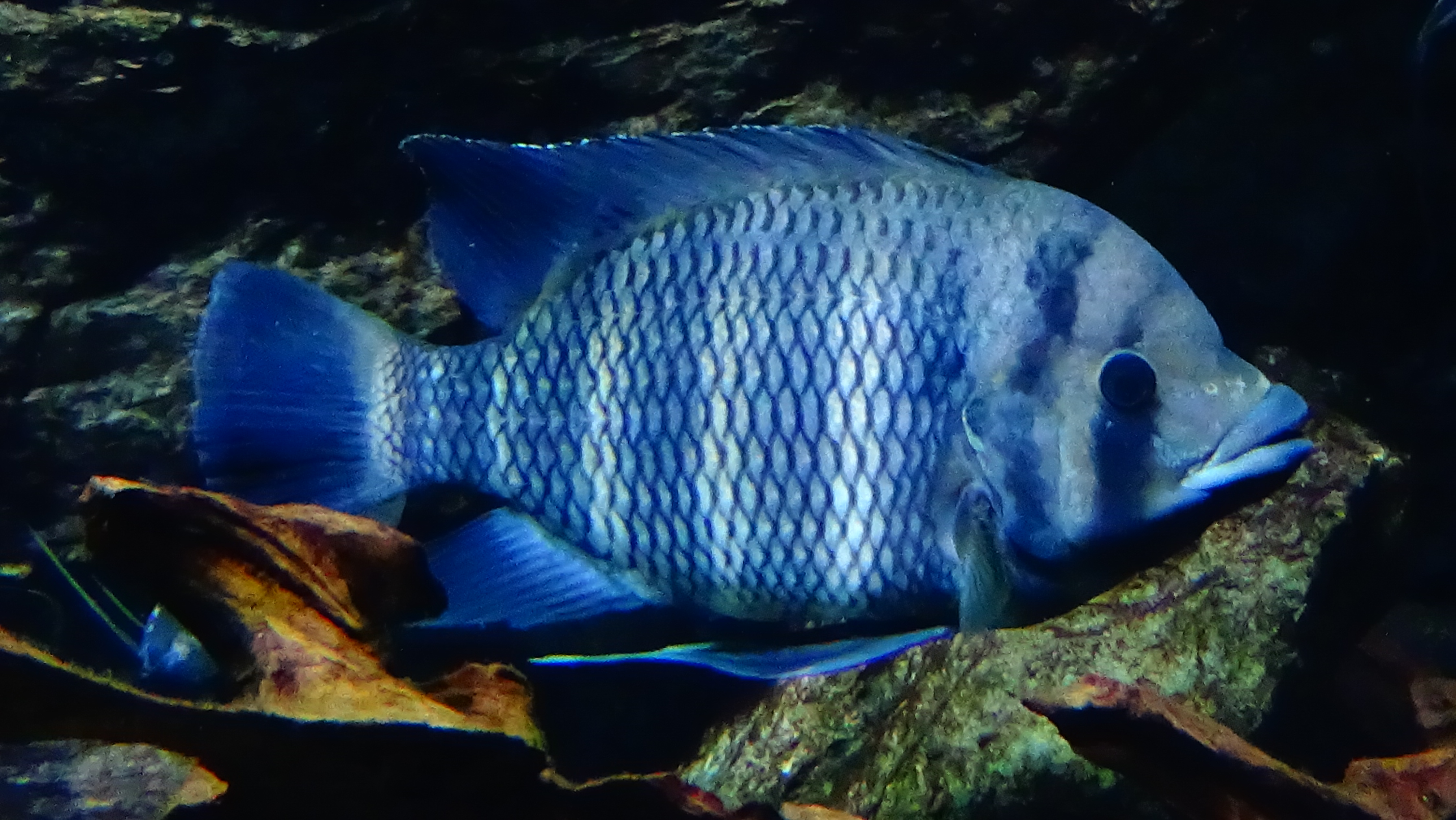
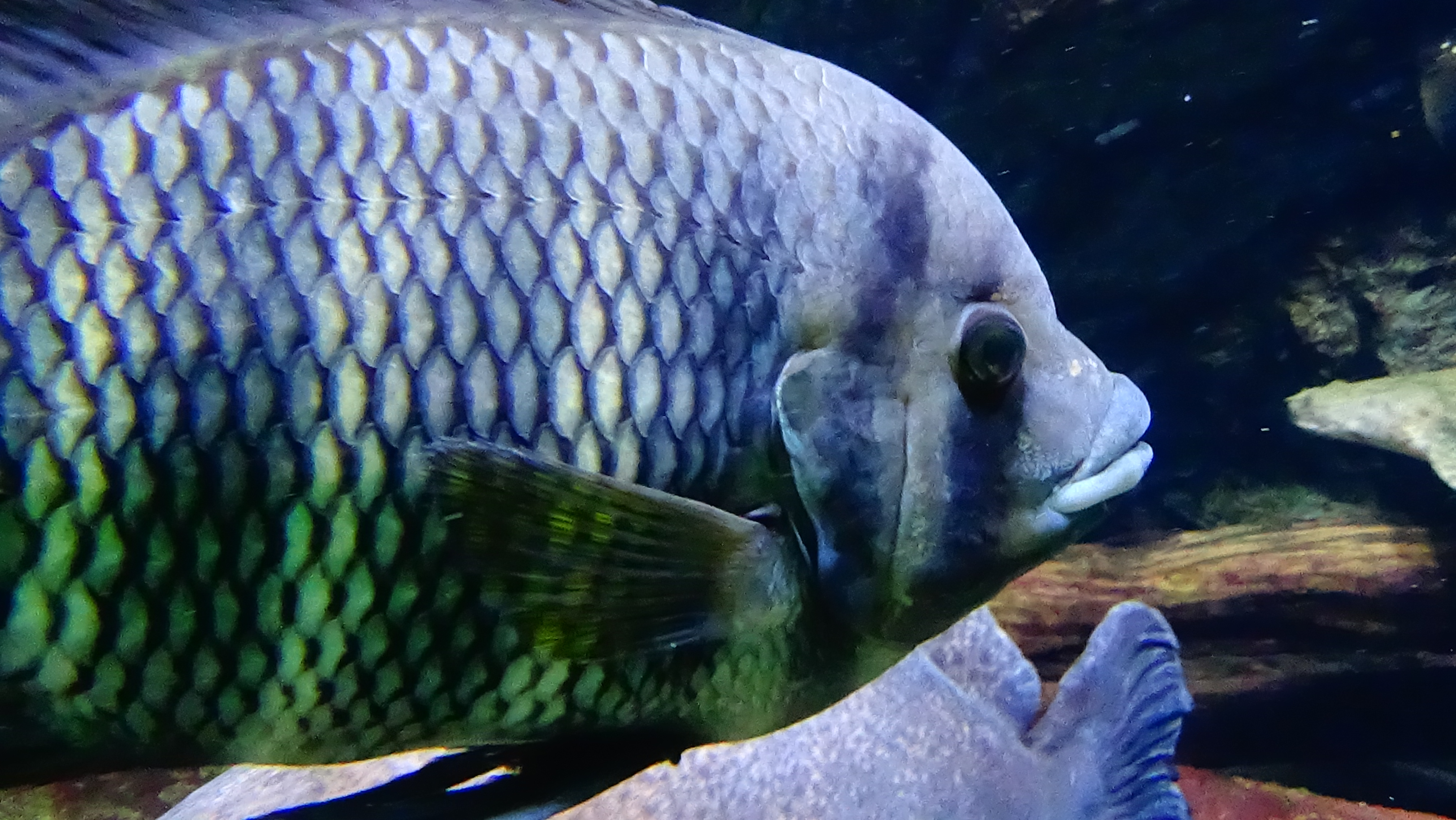
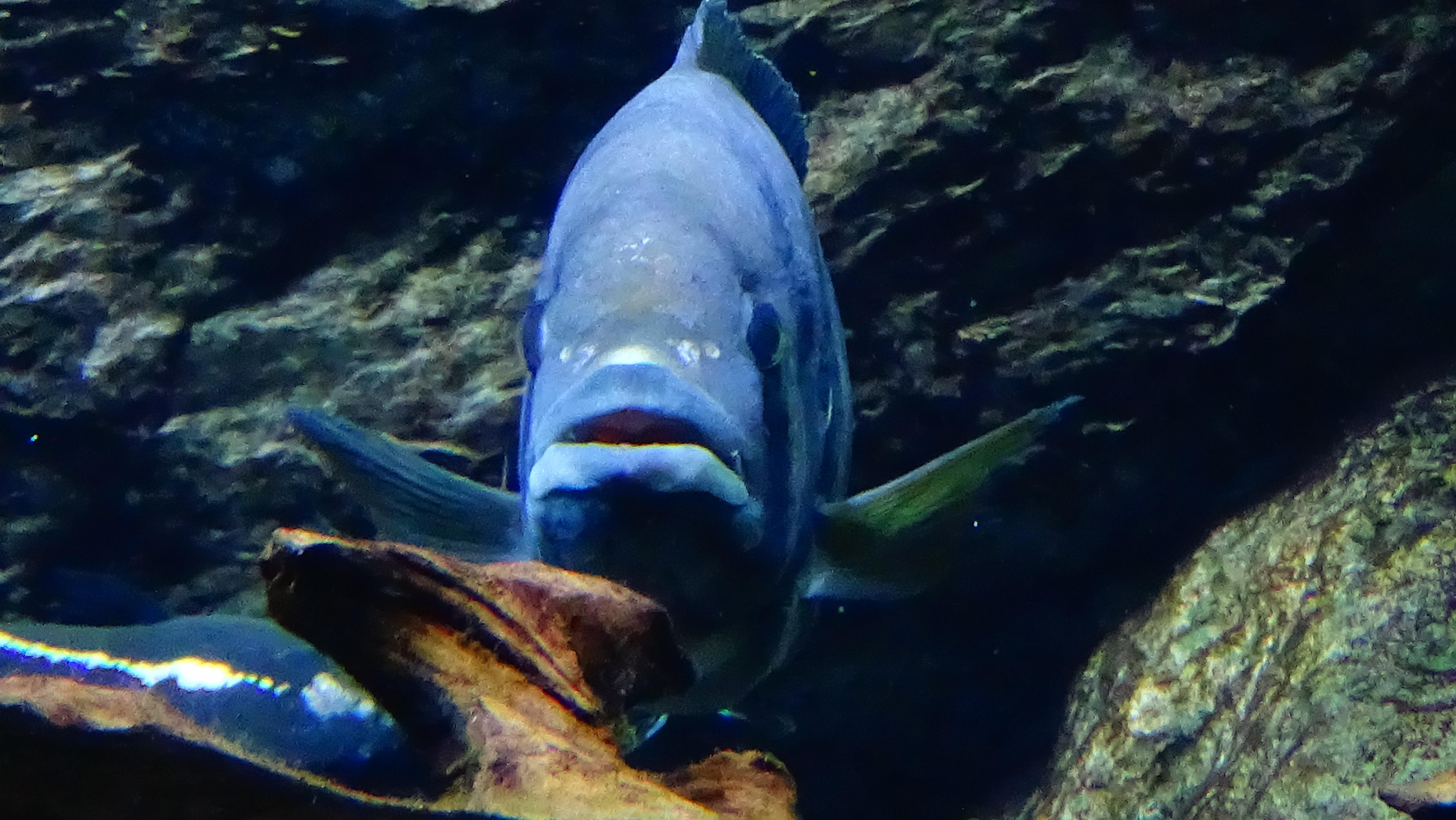
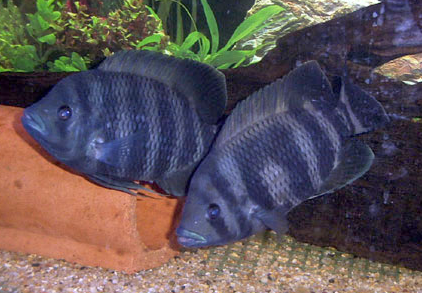